# Ricardo Moniz
Ricardo Moniz (Rotterdam, 17 juni 1964) is een Nederlands voormalig voetballer en huidig voetbaltrainer.

## Spelerscarrière
Moniz, die een Surinaamse vader en Indische moeder heeft, verhuisde op z'n zesde van Rotterdam (Spangen) naar Eindhoven. Op zijn dertiende kwam hij in de jeugd van FC Eindhoven en hij werd ook geselecteerd voor de UEFA-jeugdselectie van de KNVB. In 1981 kwam hij bij de selectie van het eerste team van FC Eindhoven en deed het als spits verdienstelijk. In 1984 kwam hij in conflict met de club over een gelimiteerde afkoopsom in een nieuw contract. De arbitragecommissie van de KNVB stelde hem in het gelijk maar hij kwam bij de club niet meer aan spelen toe. Nadat een proefperiode in november bij Feyenoord geen contract opleverde, werd Moniz na een stage per december door FC Haarlem voor de rest van het seizoen 1984/85 gehuurd van FC Eindhoven. Haarlem nam hem in 1985 over en Moniz speelde als aanvallende middenvelder tot 1988 voor de club. RKC nam hem na afloop van zijn contract bij Haarlem over. Aan het begin van het seizoen 1991/92 verloor hij zijn basisplaats bij RKC en hij maakte in oktober transfervrij de overstap naar het Belgische KFC Eeklo dat uitkwam in de Tweede klasse. Moniz besloot zijn spelersloopbaan in het seizoen 1992/93 bij Helmond Sport.

## Trainerscarrière
Moniz trainde in de eerste jaren van zijn trainerscarrière verschillende clubs, waaronder de jeugdelftallen van PSV en de jeugd van Tottenham Hotspur. Ook vervulde hij meerdere malen de rol van assistent.
Bij Hamburger SV was hij techniektrainer. Nadat de toenmalige trainer Bruno Labbadia was ontslagen, nam Moniz in 2010 tijdelijk het roer als hoofdtrainer over, op verzoek van de spelers. Onder Moniz verloor HSV de halve finale van de UEFA Europa League tegen het Engelse Fulham (thuis 0-0 en uit 2-1 verloren).
Vanaf de zomer van 2010 ging hij aan de slag als hersteltrainer bij Red Bull Salzburg. Op 8 april 2011 werd hij aangesteld als hoofdtrainer van die club na het ontslag van Huub Stevens. In het seizoen 2011/12 werd hij met zijn club landskampioen en bekerwinnaar, waarmee Red Bull Salzburg voor het eerst in haar geschiedenis de dubbel pakte. In juni 2012 nam hij het besluit zijn contract in te leveren na interne geschillen binnen de club.
Moniz werd in augustus 2012 aangetrokken door het Hongaarse Ferencváros. Op 1 december 2013 werd hij ontslagen. Op 28 maart 2014 tekende hij een contract tot medio 2016 bij Lechia Gdańsk in Polen. Moniz diende daar op woensdag 4 juni 2014 zijn ontslag in, om diezelfde dag nog een tweejarig contract te tekenen bij 1860 München. Op 24 september 2014 werd hij hier ontslagen. Technisch directeur Gerhard Posschner gaf als toelichting dat het ontslag een gevolg was van een combinatie van slechte resultaten en te weinig progressie in het elftal.
In april 2015 tekende Moniz een contract bij Notts County. Dat stond op dat moment op het punt te degraderen naar de League Two, wat ook daadwerkelijk gebeurde. Hij kon dat niet voorkomen en ook een divisie lager bleven goede resultaten uit. Hij werd op 29 december 2015 ontslagen.
Op 6 mei 2016 maakte FC Eindhoven bekend Moniz te hebben aangetrokken als vervanger van Mitchell van der Gaag. In zijn kielzog trokken onder anderen Mart Lieder, Leonardo en Kyle De Silva naar de Lichtstad. Na afloop van het seizoen verliet hij Eindhoven. In oktober 2017 ging Moniz Randers trainen in de Deense Superliga. Dat zette hem in januari 2018 aan de kant. Medio 2018 werd Moniz hoofdtrainer van het Slowaakse AS Trenčín. Hij slaagde erin om met zijn ploeg Feyenoord uit te schakelen in de voorrondes van de UEFA Europa League in 2018, maar wist geen prijzen te winnen. Hij stapte in oktober 2018 zelf op.
In april 2019 tekende Moniz bij Excelsior een contract tot het einde van het seizoen.. Ook hier werd hij op 28 januari 2020 voortijdig ontslagen, een dag na een nederlaag bij Jong PSV.
In 2022 werd hij trainer van het Hongaarse Zalaegerszegi. In oktober 2022 werd hij door de Hongaarse voetbalbond voor een maand geschorst nadat hij rood kreeg omdat hij zijn ploeg van het veld wilde halen nadat er vanaf de tribune herhaaldelijk racistische geluiden hadden geklonken. Moniz deed zijn beklag nadat voor de tweede maal in vier dagen spelers van zijn club het mikpunt van racisme waren zonder dat er ingegrepen werd. In april 2023 werd Moniz ontslagen als trainer van Zalaegerszegi.
Op 15 juni 2023 werd Moniz aangesteld als trainer van Slaven Belupo, dat uitkomt op het hoogste niveau in Kroatië. Op 4 september 2023 kwam er een einde aan zijn dienstverband. Moniz werd in oktober 2023 jeugdcoördinator bij FC Zürich en ging vanaf januari 2024 ook het tweede team trainen dat uitkomt in de Promotion League (derde niveau).

## Erelijst
Als trainer
| Competitie        |                   |                   |                   |                   |
| Competitie        | Aantal            | Jaren             |                   |                   |
| Red Bull Salzburg | Red Bull Salzburg | Red Bull Salzburg | Red Bull Salzburg | Red Bull Salzburg |
| ----------------- | ----------------- | ----------------- | ----------------- | ----------------- |
| Bundesliga        | 1x                | 2011/12           |                   |                   |
| ÖFB-Cup           | 1x                | 2011/12           |                   |                   |
| Ferencvárosi      |                   |                   |                   |                   |
| Ligakupa          | 1x                | 2012/13           |                   |                   |